# Mursarara
Mursarara är ett periodiskt vattendrag i Burundi.   Det ligger i provinsen Bururi, i den centrala delen av landet, 60 km sydost om huvudstaden Bujumbura.
Omgivningarna runt Mursarara är en mosaik av jordbruksmark och naturlig växtlighet. Runt Mursarara är det ganska tätbefolkat, med 166 invånare per kvadratkilometer.